# Dorians
I Dorians  sono un gruppo musicale rock armeno, fondato nel giugno 2008 da Vahagn Gevorgyan. Hanno rappresentato la loro nazione all'Eurovision Song Contest 2013 con Lonely Planet, una canzone scritta per loro da Tony Iommi.

## Membri
- Gor Sujyan - voce solista
- Gagik Khodavirdi - chitarra solista
- Arman Pahlevanyan - tastiere
- Edgar Sahakyan - basso
- Arman Jalalyan - batteria, percussioni